# Jullamojärvi
Jullamojärvi eller Jollamjävri är en sjö i Finland. Den ligger i kommunen Enare i landskapet Lappland, i den norra delen av landet, 1 000 km norr om huvudstaden Helsingfors. Jullamojärvi ligger 244,3 meter över havet. Arean är 7,28 kvadratkilometer och strandlinjen är 15,8 kilometer lång. Sjön  ingår i Neidenälvens huvudavrinningsområde.   Omgivningarna runt Jullamojärvi är i huvudsak ett öppet busklandskap. Den sträcker sig 4,2 kilometer i nord-sydlig riktning, och 4,6 kilometer i öst-västlig riktning.
I övrigt finns följande i Jullamojärvi:
- Aittasaari (en ö)
- Tánssámláássáš (en ö)

I övrigt finns följande vid Jullamojärvi:
- Jollamoaivi (en kulle)
- Ruoktujävri (en sjö)